# ザディコ

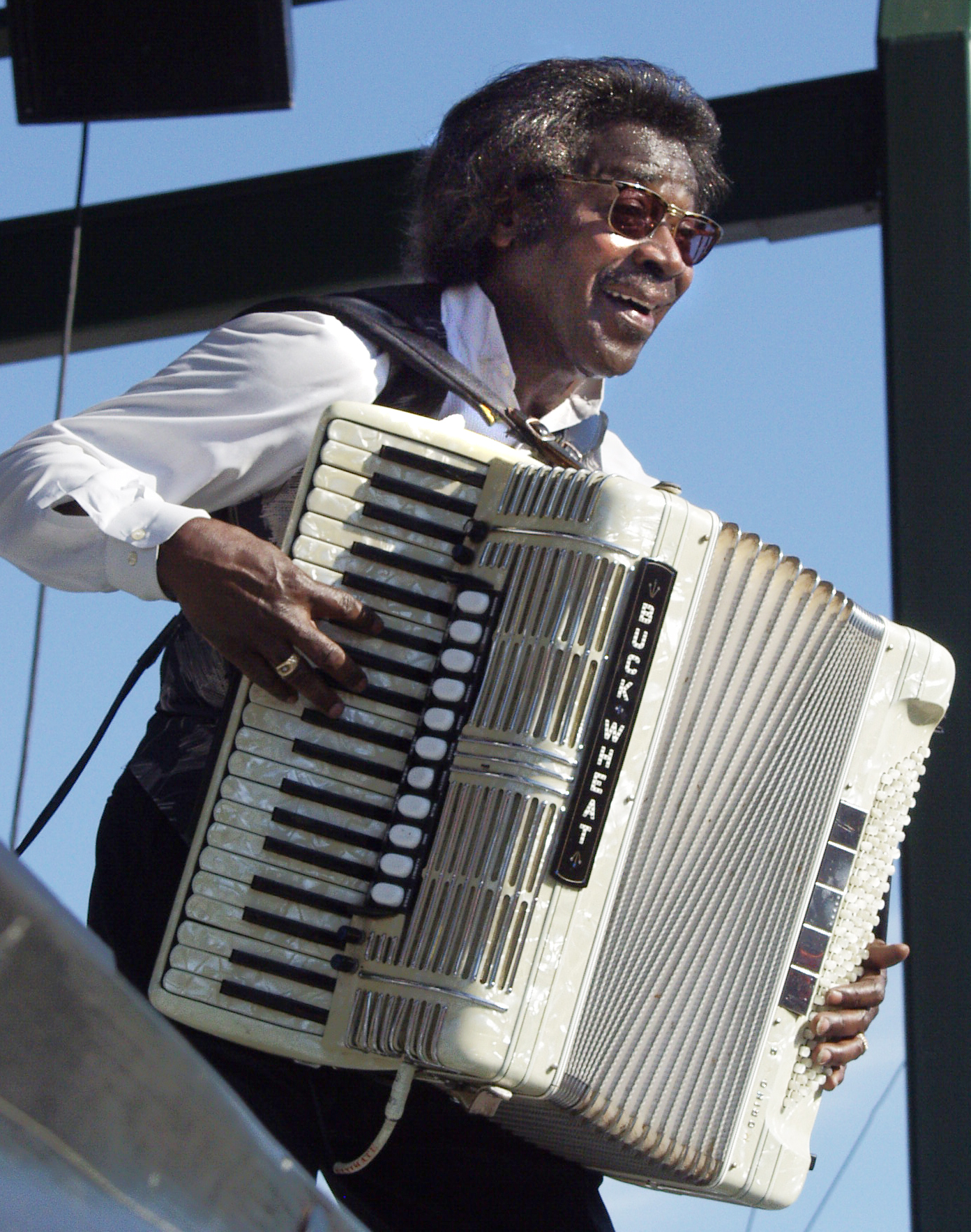
2006年のFestival International de Louisianeでプレイするバックウィート・ザディコ

ザディコ (Zydeco) とは20世紀初め、ルイジアナの南西部で起こった、主にフランス語を話すクレオール系黒人達が演奏するフォーク音楽。ボタン式または鍵盤式のアコーディオンを主たる楽器として用い、ドラムスの他にラブボード（木製の洗濯板が金属製の楽器に変化したもの）がパーカッションとして大きな役割を担うのが特徴。

## ザディコの歴史
ザディコは、アカディア人の末裔の白人らによって18世紀から演奏されてきた伝統的なダンス音楽、ケイジャン・ミュージックを基にして、アフリカ人の末裔であるクレオール系黒人らがR&Bやブルースの要素を取り入れて、20世紀に発展させてきた音楽である。
1928年、アミディ・アルドワン (Amédé Ardoin)によって録音された曲が、黒人による最初のザディコのレコーディングと言われている。アミディ・アルドワンやキャンレー・フォンティーノは、ザディコの草分けのミュージシャンである。
1954年には、ブーズー・チェイヴィス(Boozoo Chavis)が「Paper in My Shoe」を録音し、ルイジアナ州周辺で大ヒット。ベース、ドラムスを含めたバンド形式のザディコとしては最初のヒット曲となる。しかし、チェイヴィスはヒットの割には大したロイヤルティを得ることはできず、その後音楽ビジネスに失望した彼は一度引退してしまった。

## 1960年代以降の歴史
1965年、クリフトン・シェニエが地元の音楽シーンに登場する。「Les Haricots Sont Pas Salés」 (インゲン豆は塩辛くない)という曲をヒットさせた。この曲のタイトル"Les Haricots" ("ルザリコ"と発音される)がzydeco(またはzodico)として音楽ジャンルそのものを指すようになる。クリフトン・シェニエが画期的だったのは、サックスを含むバンドスタイルもさることながら、それまで伝統的なボタン式のアコーディオンを用いていたところに、鍵盤式のアコーディオンを持ちこんだという点だ。鍵盤式に持ち替えることによって、当時流行していたブルースのコードを再現することが可能となり、シャッフルや3連のブルースを主に演奏した。また、クレオール訛りながらも英語で歌ったという点が、それまでのフランス語由来のクレオール語の歌が主潮だった中で強烈な印象を放った。これによって「キング・オブ・ザディコ」の称号は、クリフトン・シェニエに譲られることになる。
1970年代に入ると、ロッキン・ドゥプシーやバックウィート・ザディコといったアーティストが、ブルース由来のザディコではなく、バックビートの強いソウル・ミュージック由来のザディコを演奏する。アメリカ各地で起こった黒人による公民権運動に同調するかのように、白人の ケイジャン・ミュージックとはっきりと異なる音楽であることを主張した。
1980年代には、ロックやポピュラー音楽の衰退が見られ、ルーツ・ミュージックが注目され始めた。そういった時代状況の中で、1985年にロッキン・シドニーの『マイ・トゥート・トゥート』がザディコの曲としては珍しい小ヒットとなった。
1990年代には、クレオール系のボー・ジョックが、ダミ声と大柄な体、ファンクに影響を受けたダンス・サウンドでデビューした。注目すべきはボー・ジョックが、ボタン式のアコーディオンに持ち替えたという点だった。アメリカの同化政策への反発と相まって、もともとのケイジャン文化を掘り起こしたととらえられたこともあり人気者になった。一度引退して競走馬の牧場を経営していたブーズー・チェイヴィスも復活。新なザディコのムーブメントとなる。ボー・ジョックは1999年に夭逝、ボー・ジョックには3人目の「キング・オブ・ザディコ」の称号が贈られた。
ザディコには、クレオールの伝統的なダンス音楽をルーツに発展したアルドワン・ファミリーのようなタイプと、ロックンロールやブルースをアコーディオンでプレイすることによって新境地を開いたクリフトン・シェニエのようなタイプと両者が混在している。今日では、若手のザディコ・アーティストが多数登場し、従来のようなルースやクレオール・ルーツを持つものとは一線を画す、ヒップホップやファンクなどの新しい音楽を積極的に取り入れたものも存在する。
ザディコが盛んな街としては、南西ルイジアナのラファイエット、オペルーサスなどが挙げられるが、州を越えたテキサスのヒューストンも古くから活発である。バックウィート・ザディコらが演奏するのが「ザディコ」、同じルイジアナ州のフランス系白人、ザカリー・リシャールらが演奏するのが ケイジャン・ミュージック、テキサス州のフラーコ・ヒメネス、スティーヴ・ジョーダン（エステバン・ジョ－ダン）らが演奏するのが「テハノ・ミュージック/テックス・メックス」という区別が存在する。ザディコとケイジャンはお互い影響を受け合いながら歩んできており、今日ではウェイン・トゥープスのように両者のクロスオーバー的なサウンドを狙うアーティストも存在する。
- ラファイエット (Lafayette)
- オペルーサス (Opelousas)
- レイクチャールズ (Lake Charles)
- ユーニス (Eunice)
- テキサス州ヒューストン (Houston, Texas)
- ニューオーリンズ (New Orleans)

## 代表的なザディコ・アーティスト
| - バックウィート・ザディコ - クリフトン・シェニエ - C・J・シェニエ - ロッキン・ドゥプシー - ロッキン・ドゥプシー・ジュニア - ロッキン・シドニー - ロージー・レデット - クリス・アルドワン - アミディ・アルドワン - クイーン・アイダ - ボー・ジョック - ショーン・アルドワン - ジョン・デラフォース - ジノ・デラフォース | - ウィリス・プルドーハン - ロイ・キャリアー - チャビー・キャリアー - テランス・シミエン - ネーザン＆ザ・ザディコ・チャチャズ - ブーズー・チェイヴィス - レオン・チェイヴィス - ジュード・テイラー - カーリー・テイラー - サンパイ＆ザ・ルイジアナ・サンスポッツ - リン・オーガスト - ドウェイン・ドゥプシー - ザディコ・フォース - ウェイン・トゥープス |

## 洋書
- John Broven, South to Louisiana: The Music of the Cajun Bayous, Pelican, 1987年.
- Ann Savoy, Cajun Music: A Reflection of a People, Volume One, Bluebird, 1988年.